# Światopodgląd
Światopodgląd – drugi album studyjny Roberta Kasprzyckiego, wydany w 2006 roku. Płyta była nagrywana od listopada 2005 do marca 2006 w studiu LYNX MUSIC.

## Lista utworów
Opracowano na podstawie materiału źródłowego
1. Światopodgląd – 4:08
2. Vis a vis – 4:51
3. Prorok nieśmiałych – 4:40
4. Kay i Gerda (Chłód) – 3:59
5. Z ruchu moich ust – 4:24
6. Jestem śniegiem – 3:34
7. Oko opaczności – 3:50
8. Dbaj o czystość – 3:49
9. Naprawdę kocham deszcz – 4:17
10. Winda 7 – 4:55
11. Sen o nim – 4:02

## Twórcy
Opracowano na podstawie materiału źródłowego
- Robert Kasprzycki – śpiew, gitary akustyczne i klasyczne, współprodukcja
- Paweł Hebda – gitary elektryczne sample, współprodukcja
- Tomasz Hernik – puzon, akordeon, sample, klawisze, współprodukcja
- Maksymilian Szelęgiewicz – bass
- Adam Zadora – perkusja

Gościnnie wystąpili:
- Błażej Chochorowski – bass
- Janusz Radek – śpiew
- Marek Rajss – instrumenty perkusyjne
- Dariusz Sojka – uillean pipes

Autorem tekstów i muzyki jest Robert Kasprzycki, z wyjątkiem utworów:

7. – muzyka Piotr Dziadkowiec, Łukasz Gorączko, Robert Kasprzycki, Adam Zadora

9. – muzyka Adam Zadora
Projekt okładki: Janusz Migasiuk